# Луганське (Джанкойський район)
Луга́нське (крим. Luğanske) — село Джанкойського району Автономної Республіки Крим. Населення становить 1450 осіб. Орган місцевого самоврядування — Луганська сільська рада. Розташоване на заході району.

## Географія
Луганське — велике село в західній частині району, у степовому Криму, висота над рівнем моря — 25 м. Сусідні села: Тутове за 4 км на північний захід, Пробудження за 2,3 км на північ, Ковильне за 2,8 км на схід, Ударне за 2,5 км на південний схід і Лобанове за 1,5 км на південь, там же найближча залізнична станція — Богемка. Відстань до райцентру — близько 15 кілометрів.

## Історія
Луганське було засноване єврейськими поселенцями в передвоєнні роки (приблизно в 1928 році) і значилося в документах як дільниця № 28. Указом від 18 травня 1948 року 28-ій ділянці присвоїли назву Луганське.